# Cryptospiza
Genre
Cryptospiza est un genre d'oiseau appartenant à la famille des Estrildidae.

## Liste d'espèces
Selon la classification de référence du Congrès ornithologique international (version 2.9, 2011) :
- Cryptospiza reichenovii - Sénégali de Reichenow
- Cryptospiza salvadorii - Sénégali de Salvadori
- Cryptospiza jacksoni - Sénégali de Jackson
- Cryptospiza shelleyi - Sénégali de Shelley